# رتکووو
رتکووو (به صربی: Rtkovo) یک منطقهٔ مسکونی در صربستان است که در کلادووا واقع شده‌است. رتکووو ۱٬۰۱۲ نفر جمعیت دارد.